# Наливаев, Анатолий Александрович
Анато́лий Алекса́ндрович Налива́ев (Абрам Наливай; 1 октября 1931, Рогачёв, БССР, СССР — 6 января 2021, Минск, Беларусь) — художник, реставратор, музыкант, кантор, собиратель и исполнитель еврейской канторской музыки. Главный герой фильма «Истоки» режиссёра Юрия Горулёва. Первый директор минского музея «Літаратурна-мастацкая гасцёўня імя В. Галубка».

## Биография
Родился в городе Рогачёве Гомельской области Беларуси. Отца, уроженца деревни Рыжковичи Шкловского района, с началом войны в 1941 году забрали на фронт (мать отца — Арончик Елена Аврамовна). Десятилетний Анатолий с матерью-еврейкой бежали из Минска и по пути остановились в Рыжковичах. О том, что мать Анатолия — еврейка, донесли в полицию, и их — мать и троих детей — загнали в местное гетто. Дед Анатолия со стороны отца — Филипп Наливай, был белорусом и священником шкловской православной церкви. Он сумел обмануть офицера в комендатуре местного отделения СД, сказав, что его невестка и внук не евреи, а белорусы. Анатолий с матерью были выпущены из гетто буквально за полчаса до того, когда всех узников повезли на расстрел. Вскоре они встретились с отцом, вырвавшимся из окружения.
Семья Наливаевых вернулась в Минск, где почти никто не знал, что Гаша, мать Анатолия, — еврейка. Жили в своём доме на улице Цнянской, 49. Мать получила новые документы и стала Агафьей Кузьминичной Наливаевой. После освобождения Минска в 1944 году отца Анатолия снова призвали в Красную Армию, и он вскоре погиб в Польше.
Умер 6 января 2021 года в Минске от последствий COVID-19.

## Образование
В 1944 году Анатолий Наливаев, который очень любил канторскую музыку, обладал хорошим драматическим тенором и мечтал быть кантором в синагоге, начал обучение по классу кларнета в музыкальном училище.
В 1945 году устроился маляром и параллельно начал ходить в художественную студию Сергея Петровича Каткова, где отучился десять лет. Катков заметил, что у Наливаева фотографический рисунок, и предложил ему рисовать то, что сохранилось от довоенного Минска.
Во время службы в армии также занимался в армейской вокальной студии под руководством Народного артиста СССР Ивана Паторжинского.
В 1950-е годы, после службы в армии, мать устроила Анатолия, который уже неплохо рисовал, работать в малярную бригаду, где работали одни евреи. В этой бригаде работал известный виленский кантор Кремер, который также познакомил Анатолия с известным композитором Генрихом Вагнером, окончившим европейскую канторскую академию. Кремер и Вагнер стали первыми учителями Наливаева по канторскому пению.
Пению на идише Наливаева также обучали бывшая актриса Белорусского государственного еврейского театра, Заслуженная артистка БССР Юдифь Арончик, поэт Гирш Релес и профессор Театрально-художественного института Арон Скир.
В 1963 году Наливаев начал учиться в Праге, где окончил Высшие курсы по реставрации, получив высшее художественное образование. Во время этой учёбы параллельно учился пению у Михаила Забейды-Сумицкого — солиста оперного театра Ла Скала, профессора Пражской консерватории.

## Художественное творчество
Анатолий Наливаев с детства обладал фотографической памятью, что помогло ему уже с четырнадцати лет тайно рисовать разрушенный Минск. В 1940—1950-е годы фотографировать и рисовать столицу Беларуси было запрещено, но на мальчишку никто не обращал внимания. До 1960-х годов он успел запечатлеть старые кварталы Минска — Верхний город, Троицкое предместье и другие места центральной части города, которые затем были разрушены или изменились до неузнаваемости и которые остались только в виде изображений на акварелях Наливаева: улицы Замковая, Торговая, часть снесённых зданий в Троицком предместье, Татарская слобода с мечетью, Татарские огороды, взорванный в 1950 году костёл бывшего монастыря доминиканцев на углу улиц Энгельса и Интернациональной.
Основная часть работ Наливаева отображает виды Минска и других городов и деревень Беларуси, связанных с еврейской жизнью, — десятки синагог, еврейские районы и кварталы, улицы и дома, памятники еврейской культуры.
Особая ценность картин Наливаева — фотографическая точность панорам, которая может послужить основой для восстановления утраченных застроек в будущем.
Кроме того, начиная с 1970-х годов Анатолий Наливаев написал десятки портретов известных деятелей белорусской культуры и искусства.
Виды Минска у Наливаева первоначально были выполнены в виде акварелей, которые со временем обветшали, и в начале 1960-х годов художник их восстановил, переписав темперой. Двадцать из этих картин уже приобретены городскими властями столицы Беларуси для создания экспозиции будущего музея Минска. Леонид Левин (Заслуженный архитектор Республики Беларусь, лауреат Государственной премии Республики Беларусь, академик Международной и Белорусской Академий Архитектуры) считает, что «Будучи фотографически и фактографически точным, Анатолий Наливаев сумел запечатлеть теплоту, душу камня, тревожно дребезжащее сердце построек. Картины не создавались специально для выставки. Художник — из разряда тех фанатов, которые, не думая о выставках и худсоветах, просто рисовали старый город».

## Музыкальное творчество
Во времена СССР в 1970—1980-е годы Наливаев вместе с Кремером и Вагнером участвовал в полулегальных и нелегальных фестивалях канторской музыки в Москве.
Наливаев считал себя в основном еврейским певцом. Долгие годы он непрерывно собирал и записывал старинные канторские молитвы.
В 1986 году Наливаев вместе с М. Клейнером создал ансамбль канторской музыки «Фрейгиш», в котором с 1993 года исполняет произведения на идише и иврите.

## Деятельность в театре и кино
Наливаеву не удалось стать кантором в синагоге, но в течение двенадцати лет, в 1990-е годы, он исполнял роль кантора в еврейском спектакле «Перпетуум мобиле, или Вечер еврейского анекдота», поставленном в Белорусском академическом русском театре в Минске режиссёром Борисом Луценко. С этим спектаклем Наливаев дважды выезжал на гастроли в Санкт-Петербург и в Москву.
В 1995 году Наливаев сыграл в Белорусском академическом русском театре в спектакле «Исход», посвящённом трёхтысячелетию Иерусалима.
В 2005 году режиссёр Валерий Анисенко в память о Минском гетто поставил в Театре белорусской драматургии спектакль «На улице Островской», еврейские песни в нём исполнил Анатолий Наливаев совместно со своим учеником Юрием Городецким.
Кинорежиссёр Юрий Горулев снял об Анатолии Наливаеве фильм «Истоки», в котором художник рассказывает о себе в жизни и в искусстве. В 2002 году в городе Тренто на фестивале «Религия сегодня» этот фильм получил высокую оценку и впоследствии демонстрировался в нескольких европейских странах и по российскому каналу «Культура».
У Александра Городницкого в фильме «В поисках идиша» (2008) Наливаев поёт поминальную молитву на месте расстрела узников Шкловского гетто.
В 2012 году Наливаев снялся в роли кантора в художественно-документальном фильме режиссёра Зои Котович «Марк Шагал. Нереальная реальность».

## Профессиональная деятельность
Работал в бригаде альфрейщиков (маляров по художественной отделке) Ш. Дрейцера — известной, например, оформлением и росписью потолка Русского театра в Минске.
С 1975 года до выхода на пенсию работал исполнителем в монументальном цехе минского художественно-производственного комбината. Благодаря высокой квалификации, получал личные заказы на создание интерьеров для музеев Янки Купалы, Якуба Коласа, Максима Богдановича, Государственного музея, кинозала «Минск».
Наливаев реставрировал многие памятники культуры — костёл XVI века в селе Геранёны Гродненской области, церковь XVI века в Заславле под Минском.

## Выставки, экспозиции
- 26 октября 2004 — объединённая выставка Наливаева с фотохудожником Василием Коледой «Наш город. Еврейские места старого Минска» в еврейском общинном доме Минска[11].
- Экспозиция в Музее истории и культуры евреев Беларуси[5][11].
- Экспозиция в одном из залов Мингорисполкома[5].
- Цикл из двадцати работ Наливаева о Минске был представлен на выставке к 940-летию Минска.
- Несколько картин Наливаева находятся в музее Белорусского государственного педагогического университета[5].
- Несколько картин Наливаева находятся в музее Максима Богдановича[5].
- Более 30 портретов видных деятелей Беларуси подарены Наливаевым Шкловскому краеведческому музею[5].
- Июль 2008 — объединённая выставка «Воспоминания об утраченном. Еврейские уголки послевоенного Минска» Наливаева и фотохудожника Евгения Таламая в Музее истории и культуры евреев Беларуси.
- 26 июня 2009 года — персональная выставка «Минские пейзажи» («Мінскія краявіды»). Минск, галерея Национальной библиотеки Республики Беларусь — в рамках документально-художественной программы «Непокорённая Беларусь» (к 65-летию освобождения Беларуси от немецко-фашистских захватчиков)[10].
- 30 картин подарены Наливаевым еврейскому музею в Гродно[15].
- 20 ноября 2012 — 6 января 2013 года — выставка «Послевоенный Минск в картинах Анатолия Наливаева» в Доме-музее I съезда РСДРП (филиал Национального исторического музея Республики Беларусь)[16][17][18].
- 12—19 мая 2014 года — выставка «Здесь было Минское гетто» в минской библиотеке имени Пушкина.

## Книги, публикации и диски
- Канторские молитвы и песни / составитель А. Ал. Наливаев, автор предисловия - И. Ф. Двужильная. — Минск: Четыре четверти, 2009. — 142 с. — 250 экз. — ISBN 978-985-6856-42-9., сопроводит. материал: 1 CD.
- Сборник канторской музыки в исполнении А. Наливаева (CD-диск)[4].
- CD-диск «Агуте Вох» («Доброй недели») ансамбля канторской музыки «Фрейгиш».